# 1452 en littérature
| Années de la littérature : 1449 - 1450 - 1451 - 1452 - 1453 - 1454 - 1455    |
| Décennies de la littérature : 1420 - 1430 - 1440 - 1450 - 1460 - 1470 - 1480 |

Cet article présente les faits marquants de l'année 1452 en littérature.

## Évènements
- François Villon, âgé de 21 ans, obtient le second grade de la faculté des arts de Paris, la maîtrise ès arts, qui fait de lui un clerc pouvant bénéficier d’un bénéfice ecclésiastique et accéder aux autres facultés[1].
- 26 juillet : le dauphin Louis, futur roi de France Louis XI, crée une université à Valence[2].

## Parutions
- 1452 : Karlskrönikan, chronique traitant de l’histoire de la Suède depuis 1389[3].
- De re ædificatoria, traité d'architecture de Leon Battista Alberti[4].

### Poésie
- Carlo Marsuppini achève sa traduction en vers latins des chants I et IX de l'Iliade[5].

## Naissances
- 25 août : Bernardo Bellincioni, poète italien, mort le 12 septembre 1492.

- Guillaume Coquillart, poète français, mort en 1510.

## Décès
- 25 août : Bernardo Bellincioni, poète italien, né le 12 septembre 1492.
- 7 septembre : Jean Wauquelin, écrivain, chroniqueur et traducteur français, au service de la cour de Bourgogne.

- Li Changqi, écrivain chinois, né en 1376.
- Vers 1452 :
  - Cyriaque d'Ancône, humaniste italien, voyageur et épigraphiste, né entre 1390 et 1392.